# Saison 1988-1989 du Football Club de Grenoble rugby
Cette page présente la saison 1988-1989 du Football club de Grenoble rugby.
Grenoble, premier de la saison régulière est éliminé dès les quarts de finale par Narbonne à Clermont-Ferrand.
L’ouvreur Frédéric Vélo est le meilleur réalisateur du championnat.

## Les matchs de la saison

### Poules de brassage (16 groupes de 5)
Grenoble termine premier de sa poule de brassage avec 8 victoires en 8 matchs dans une poule composée de Biarritz, Cognac, Albi et Ussel.

### À domicile
- Grenoble-Biarritz 43-3
- Grenoble-Cognac 32-14
- Grenoble-Ussel 61-3
- Grenoble-Albi 44-3

### À l’extérieur
- Biarritz-Grenoble 18-21
- Cognac-Grenoble 3-21
- Ussel-Grenoble 19-20
- Albi-Grenoble 3-40

## Classement des 16 poules de 5
Les équipes sont listées dans leur ordre de classement à l'issue de la première phase qualificative qui eut lieu du 3 septembre au 20 novembre 1988.
Les deux premiers de chaque poule forment alors le groupe A les trois suivants forment le groupe B.

### Poule A
1. SU Agen 21 pts
2. Boucau Tarnos stade 16 pts
3. US Montauban 16 pts
4. RC Châteaurenard 14 pts
5. SC Tulle 13 pts

### Poule B
1. Stadoceste tarbais 22 pts
2. US Bergerac 20 pts
3. Paris UC 16 pts
4. US Bressane 12 pts
5. RC Hyères 10 pts

### Poule C
1. RC Toulon 22 pts
2. RC Nîmes 20 pts
3. Section paloise 18 pts
4. ASPTT Arras 10 pts
5. US Thuir 10 pts

### Poule D
1. RC Narbonne 23 pts
2. Stade montchaninois 19 pts
3. FCS Rumilly 14 pts
4. US Coarraze-Nay 10 pts
5. US Salles 10 pts

### Poule E
1. Racing Club de France 23 pts
2. CA Villeneuve-sur-Lot 19 pts
3. US Romans 17 pts
4. Avenir valencien 15 pts
5. Stade lavelanétien 8 pts

### Poule F
1. CA Brive 20 pts
2. Blagnac SC 19 pts
3. FC Oloron 18 pts
4. FC Auch 13 pts
5. US Orthez 10 pts

### Poule G
1. CA Bègles-Bordeaux 22 pts
2. US Colomiers 22 pts
3. US Marmande 14 pts
4. SC Mazamet 12 pts
5. RC Vichy 10 pts

### Poule H
1. Stade toulousain 24 pts
2. FC Villefranche-de-Lauragais 17 pts
3. Istres sports 14 pts
4. Saint-Jean-de-Luz olympique rugby 12 pts
5. FC Saint-Claude 10 pts

### Poule I
1. US Dax 24 pts
2. RRC Nice 18 pts
3. Montpellier RC 16 pts
4. US Vic-en-Bigorre 14 pts
5. SA Condom 8 pts

### Poule J
1. CO Le Creusot 22 pts
2. SC Graulhet 22 pts
3. RO Castelnaudary 14 pts
4. SO Voiron 12 pts
5. Valence sportif 6 pts

### Poule K
1. Stade montois 22 pts
2. FC Lourdes 19 pts
3. Stade ruthénois 17 pts
4. US Carcassonne 13 pts
5. CA Périgueux 9 pts

### Poule L
1. FC Grenoble 24 pts
2. US Cognac 16 pts
3. Biarritz olympique 14 pts
4. US Ussel 13 pts
5. SC Albi 11 pts

### Poule M
1. AS Béziers 24 pts
2. AS Montferrand 18 pts
3. Avenir aturin 16 pts
4. US Montélimar 14 pts
5. USA Limoges 8 pts

### Poule N
1. Aviron bayonnais 22 pts
2. Stade bagnérais 22 pts
3. Stade saint-gaudinois 12 pts
4. US Oyonnax 12 pts
5. Lombez Samatan club 12 pts

### Poule O
1. USA Perpignan 20 pts
2. Stade aurillacois 18 pts
3. Castres olympique 14 pts
4. RC Chalon 14 pts
5. Stade rochelais 12 pts

### Poule P
1. CS Bourgoin-Jallieu 22 pts
2. SA Hagetmau 18 pts
3. US Tyrosse 18 pts
4. JS Riscle 12 pts
5. La Voulte sportif 8 pts

### Poules de qualification
Dans la deuxième phase, Grenoble termine premier de sa poule et premier national avec 12 victoires et 2 défaites.

### À domicile
- Grenoble-Narbonne 9-3
- Grenoble-Racing 27-13
- Grenoble-Béziers 18-13
- Grenoble-Le Boucau 41-7
- Grenoble-Villefranche 33-3
- Grenoble-Nice 65-0
- Grenoble-Hagetmau 28-12

### À l’extérieur
- Narbonne-Grenoble 18-12
- Racing-Grenoble 12-42
- Béziers-Grenoble 21-6
- Boucau-Grenoble 13-25
- Villefranche-Grenoble 9-14
- Nice-Grenoble 0-10
- Hagetmau-Grenoble 9-16

## Classement des 4 poules de 8
Les équipes sont listées dans leur ordre de classement à l'issue de la première phase qualificative. Les noms en gras indiquent les équipes qui se sont qualifiées pour les 8e de finale.
| - Stade toulousain - US Dax - AS Montferrand - SU Agen - CS Bourgoin-Jallieu - US Cognac - Stade montchaninois - CA Villeneuve-sur-Lot (Villeneuve-sur-Lot) | - Stadoceste tarbais - Blagnac SCR - FC Lourdes - CA Bègles-Bordeaux - CO Le Creusot - Stade bagnérais - USA Perpignan - RC Nîmes |
| - RC Toulon - Aviron bayonnais - CA Brive - SC Graulhet - Stade aurillacois - Stade montois - US Colomiers - US Bergerac                                    | - FC Grenoble - AS Béziers - RC Narbonne - Racing club de France - SA Hagetmau - FC Villefranchois - RRC Nice - Boucau Tarnos     |

## Huitièmes de finale
Les équipes dont le nom est en caractères gras sont qualifiées pour les quarts de finale.
| Équipe 1              | Équipe 2           | Match aller | Match retour |
| --------------------- | ------------------ | ----------- | ------------ |
| SU Agen               | US Dax             | 15-15       | 41-15        |
| Racing club de France | Stadoceste tarbais | 16-15       | 0-22         |
| CA Bègles-Bordeaux    | Stade toulousain   | 3-47        | 15-27        |
| FC Lourdes            | Blagnac SCR        | 6-10        | 24-9         |
| SC Graulhet           | FC Grenoble        | 3-36        | 9-15         |
| RC Narbonne           | Aviron bayonnais   | 39-9        | 24-18        |
| AS Montferrand        | RC Toulon          | 21-17       | 9-29         |
| CA Brive              | AS Béziers         | 12-22       | 6-32         |

## Quarts de finale
Les équipes dont le nom est en caractères gras sont qualifiées pour les demi-finales.
| Équipe 1         | Équipe 2           | Résultat |
| SU Agen          | Stadoceste tarbais | 12-9     |
| Stade toulousain | FC Lourdes         | 41-15    |
| FC Grenoble      | RC Narbonne        | 13-24    |
| RC Toulon        | AS Béziers         | 19-12    |

## Demi-finales
| Équipe 1    | Équipe 2         | Résultat |
| ----------- | ---------------- | -------- |
| SU Agen     | Stade toulousain | 9-18     |
| RC Narbonne | RC Toulon        | 3-20     |

## Finale
| Équipes | Stade toulousain - RC Toulon |
| Score   | 18-12 (15-9)                 |
| Date    | 27 mai 1989                  |
| Stade   | Parc des Princes             |
| Arbitre | Guy Maurette                 |

## Challenge Yves Du Manoir
En challenge Yves du Manoir, Grenoble termine troisième de sa poule derrière le RC Narbonne et l'AS Béziers puis est éliminé en huitièmes de finale par le SC Graulhet.

### À domicile
- Grenoble-Béziers 18-9
- Grenoble-Valence 40-9
- Grenoble-Narbonne 6-12

### À l’extérieur
- Béziers-Grenoble : Défaite
- Valence-Grenoble 3-28
- Narbonne-Grenoble 13-9

### Tableau final
|  | Huitièmes de finale        | Huitièmes de finale        | Huitièmes de finale           | Huitièmes de finale        |                    |                    | Quarts de finale     | Quarts de finale     | Quarts de finale     | Quarts de finale     |  |  | Demi-finales       | Demi-finales       | Demi-finales       | Demi-finales       |  |  | Finale                                    | Finale                                    | Finale                                    | Finale                                    |
|  |                            |                            |                               |                            |                    |                    |                      |                      |                      |                      |  |  |                    |                    |                    |                    |  |  |                                           |                                           |                                           |                                           |
|  | 13 novembre 1988, Toulouse | 13 novembre 1988, Toulouse | 13 novembre 1988, Toulouse    | 13 novembre 1988, Toulouse |                    |                    | 7 mars 1989, Béziers | 7 mars 1989, Béziers | 7 mars 1989, Béziers | 7 mars 1989, Béziers |  |  | 21 mars 1989, Agen | 21 mars 1989, Agen | 21 mars 1989, Agen | 21 mars 1989, Agen |  |  | 20 mai 1989, Stade Maurice-Trélut, Tarbes | 20 mai 1989, Stade Maurice-Trélut, Tarbes | 20 mai 1989, Stade Maurice-Trélut, Tarbes | 20 mai 1989, Stade Maurice-Trélut, Tarbes |
|  | RC Narbonne                | RC Narbonne                | 17                            | 17                         |                    |                    | 7 mars 1989, Béziers | 7 mars 1989, Béziers | 7 mars 1989, Béziers | 7 mars 1989, Béziers |  |  | 21 mars 1989, Agen | 21 mars 1989, Agen | 21 mars 1989, Agen | 21 mars 1989, Agen |  |  | 20 mai 1989, Stade Maurice-Trélut, Tarbes | 20 mai 1989, Stade Maurice-Trélut, Tarbes | 20 mai 1989, Stade Maurice-Trélut, Tarbes | 20 mai 1989, Stade Maurice-Trélut, Tarbes |
|  | RC Narbonne                | RC Narbonne                | 17                            | 17                         |                    |                    | 7 mars 1989, Béziers | 7 mars 1989, Béziers | 7 mars 1989, Béziers | 7 mars 1989, Béziers |  |  | 21 mars 1989, Agen | 21 mars 1989, Agen | 21 mars 1989, Agen | 21 mars 1989, Agen |  |  | 20 mai 1989, Stade Maurice-Trélut, Tarbes | 20 mai 1989, Stade Maurice-Trélut, Tarbes | 20 mai 1989, Stade Maurice-Trélut, Tarbes | 20 mai 1989, Stade Maurice-Trélut, Tarbes |
|  | Stade montois              | Stade montois              | 11                            | 11                         |                    |                    | 7 mars 1989, Béziers | 7 mars 1989, Béziers | 7 mars 1989, Béziers | 7 mars 1989, Béziers |  |  | 21 mars 1989, Agen | 21 mars 1989, Agen | 21 mars 1989, Agen | 21 mars 1989, Agen |  |  | 20 mai 1989, Stade Maurice-Trélut, Tarbes | 20 mai 1989, Stade Maurice-Trélut, Tarbes | 20 mai 1989, Stade Maurice-Trélut, Tarbes | 20 mai 1989, Stade Maurice-Trélut, Tarbes |
|  | Stade montois              | Stade montois              | 11                            | 11                         | RC Narbonne        | RC Narbonne        | 21                   | 21                   |                      |                      |  |  | 21 mars 1989, Agen | 21 mars 1989, Agen | 21 mars 1989, Agen | 21 mars 1989, Agen |  |  | 20 mai 1989, Stade Maurice-Trélut, Tarbes | 20 mai 1989, Stade Maurice-Trélut, Tarbes | 20 mai 1989, Stade Maurice-Trélut, Tarbes | 20 mai 1989, Stade Maurice-Trélut, Tarbes |
|  | 13 novembre 1988, Narbonne |                            |                               |                            | RC Narbonne        | RC Narbonne        | 21                   | 21                   |                      |                      |  |  | 21 mars 1989, Agen | 21 mars 1989, Agen | 21 mars 1989, Agen | 21 mars 1989, Agen |  |  | 20 mai 1989, Stade Maurice-Trélut, Tarbes | 20 mai 1989, Stade Maurice-Trélut, Tarbes | 20 mai 1989, Stade Maurice-Trélut, Tarbes | 20 mai 1989, Stade Maurice-Trélut, Tarbes |
|  |                            |                            | Stade toulousain              | Stade toulousain           | 3                  | 3                  |                      |                      |                      |                      |  |  | 21 mars 1989, Agen | 21 mars 1989, Agen | 21 mars 1989, Agen | 21 mars 1989, Agen |  |  | 20 mai 1989, Stade Maurice-Trélut, Tarbes | 20 mai 1989, Stade Maurice-Trélut, Tarbes | 20 mai 1989, Stade Maurice-Trélut, Tarbes | 20 mai 1989, Stade Maurice-Trélut, Tarbes |
|  | Stade toulousain           | Stade toulousain           | Stade toulousain              | Stade toulousain           | 3                  | 3                  | 18                   | 18                   |                      |                      |  |  | 21 mars 1989, Agen | 21 mars 1989, Agen | 21 mars 1989, Agen | 21 mars 1989, Agen |  |  | 20 mai 1989, Stade Maurice-Trélut, Tarbes | 20 mai 1989, Stade Maurice-Trélut, Tarbes | 20 mai 1989, Stade Maurice-Trélut, Tarbes | 20 mai 1989, Stade Maurice-Trélut, Tarbes |
|  | Stade toulousain           | Stade toulousain           | 7 mars 1989, Biarritz         |                            |                    |                    | 18                   | 18                   |                      |                      |  |  | 21 mars 1989, Agen | 21 mars 1989, Agen | 21 mars 1989, Agen | 21 mars 1989, Agen |  |  | 20 mai 1989, Stade Maurice-Trélut, Tarbes | 20 mai 1989, Stade Maurice-Trélut, Tarbes | 20 mai 1989, Stade Maurice-Trélut, Tarbes | 20 mai 1989, Stade Maurice-Trélut, Tarbes |
|  | AS Béziers                 | AS Béziers                 | 15                            | 15                         |                    |                    |                      |                      |                      |                      |  |  | 21 mars 1989, Agen | 21 mars 1989, Agen | 21 mars 1989, Agen | 21 mars 1989, Agen |  |  | 20 mai 1989, Stade Maurice-Trélut, Tarbes | 20 mai 1989, Stade Maurice-Trélut, Tarbes | 20 mai 1989, Stade Maurice-Trélut, Tarbes | 20 mai 1989, Stade Maurice-Trélut, Tarbes |
|  | AS Béziers                 | AS Béziers                 | 15                            | 15                         | RC Narbonne        | RC Narbonne        | 9                    | 9                    |                      |                      |  |  |                    |                    |                    |                    |  |  | 20 mai 1989, Stade Maurice-Trélut, Tarbes | 20 mai 1989, Stade Maurice-Trélut, Tarbes | 20 mai 1989, Stade Maurice-Trélut, Tarbes | 20 mai 1989, Stade Maurice-Trélut, Tarbes |
|  | 13 novembre 1988, Dax      |                            |                               |                            | RC Narbonne        | RC Narbonne        | 9                    | 9                    |                      |                      |  |  |                    |                    |                    |                    |  |  | 20 mai 1989, Stade Maurice-Trélut, Tarbes | 20 mai 1989, Stade Maurice-Trélut, Tarbes | 20 mai 1989, Stade Maurice-Trélut, Tarbes | 20 mai 1989, Stade Maurice-Trélut, Tarbes |
|  |                            |                            | Stadoceste tarbais            | Stadoceste tarbais         | 9                  | 9                  |                      |                      |                      |                      |  |  |                    |                    |                    |                    |  |  | 20 mai 1989, Stade Maurice-Trélut, Tarbes | 20 mai 1989, Stade Maurice-Trélut, Tarbes | 20 mai 1989, Stade Maurice-Trélut, Tarbes | 20 mai 1989, Stade Maurice-Trélut, Tarbes |
|  | Stadoceste tarbais         | Stadoceste tarbais         | Stadoceste tarbais            | Stadoceste tarbais         | 9                  | 9                  | 29                   | 29                   |                      |                      |  |  |                    |                    |                    |                    |  |  | 20 mai 1989, Stade Maurice-Trélut, Tarbes | 20 mai 1989, Stade Maurice-Trélut, Tarbes | 20 mai 1989, Stade Maurice-Trélut, Tarbes | 20 mai 1989, Stade Maurice-Trélut, Tarbes |
|  | Stadoceste tarbais         | Stadoceste tarbais         | 22 mars 1989, Paris           |                            |                    |                    | 29                   | 29                   |                      |                      |  |  |                    |                    |                    |                    |  |  | 20 mai 1989, Stade Maurice-Trélut, Tarbes | 20 mai 1989, Stade Maurice-Trélut, Tarbes | 20 mai 1989, Stade Maurice-Trélut, Tarbes | 20 mai 1989, Stade Maurice-Trélut, Tarbes |
|  | SU Agen                    | SU Agen                    | 6                             | 6                          |                    |                    |                      |                      |                      |                      |  |  |                    |                    |                    |                    |  |  | 20 mai 1989, Stade Maurice-Trélut, Tarbes | 20 mai 1989, Stade Maurice-Trélut, Tarbes | 20 mai 1989, Stade Maurice-Trélut, Tarbes | 20 mai 1989, Stade Maurice-Trélut, Tarbes |
|  | SU Agen                    | SU Agen                    | 6                             | 6                          | Stadoceste tarbais | Stadoceste tarbais | 9                    | 9                    |                      |                      |  |  |                    |                    |                    |                    |  |  | 20 mai 1989, Stade Maurice-Trélut, Tarbes | 20 mai 1989, Stade Maurice-Trélut, Tarbes | 20 mai 1989, Stade Maurice-Trélut, Tarbes | 20 mai 1989, Stade Maurice-Trélut, Tarbes |
|  | 13 novembre 1988, Pau      |                            |                               |                            | Stadoceste tarbais | Stadoceste tarbais | 9                    | 9                    |                      |                      |  |  |                    |                    |                    |                    |  |  | 20 mai 1989, Stade Maurice-Trélut, Tarbes | 20 mai 1989, Stade Maurice-Trélut, Tarbes | 20 mai 1989, Stade Maurice-Trélut, Tarbes | 20 mai 1989, Stade Maurice-Trélut, Tarbes |
|  |                            |                            | FC Lourdes                    | FC Lourdes                 | 6                  | 6                  |                      |                      |                      |                      |  |  |                    |                    |                    |                    |  |  | 20 mai 1989, Stade Maurice-Trélut, Tarbes | 20 mai 1989, Stade Maurice-Trélut, Tarbes | 20 mai 1989, Stade Maurice-Trélut, Tarbes | 20 mai 1989, Stade Maurice-Trélut, Tarbes |
|  | FC Lourdes                 | FC Lourdes                 | FC Lourdes                    | FC Lourdes                 | 6                  | 6                  | 12                   | 12                   |                      |                      |  |  |                    |                    |                    |                    |  |  | 20 mai 1989, Stade Maurice-Trélut, Tarbes | 20 mai 1989, Stade Maurice-Trélut, Tarbes | 20 mai 1989, Stade Maurice-Trélut, Tarbes | 20 mai 1989, Stade Maurice-Trélut, Tarbes |
|  | FC Lourdes                 | FC Lourdes                 | 7 mars 1989, Paris            |                            |                    |                    | 12                   | 12                   |                      |                      |  |  |                    |                    |                    |                    |  |  | 20 mai 1989, Stade Maurice-Trélut, Tarbes | 20 mai 1989, Stade Maurice-Trélut, Tarbes | 20 mai 1989, Stade Maurice-Trélut, Tarbes | 20 mai 1989, Stade Maurice-Trélut, Tarbes |
|  | Aviron bayonnais           | Aviron bayonnais           | 6                             | 6                          |                    |                    |                      |                      |                      |                      |  |  |                    |                    |                    |                    |  |  | 20 mai 1989, Stade Maurice-Trélut, Tarbes | 20 mai 1989, Stade Maurice-Trélut, Tarbes | 20 mai 1989, Stade Maurice-Trélut, Tarbes | 20 mai 1989, Stade Maurice-Trélut, Tarbes |
|  | Aviron bayonnais           | Aviron bayonnais           | 6                             | 6                          | RC Narbonne        | RC Narbonne        | 18                   | 18                   |                      |                      |  |  |                    |                    |                    |                    |  |  |                                           |                                           |                                           |                                           |
|  | 30 novembre 1988, Bègles   |                            |                               |                            | RC Narbonne        | RC Narbonne        | 18                   | 18                   |                      |                      |  |  |                    |                    |                    |                    |  |  |                                           |                                           |                                           |                                           |
|  |                            |                            | Biarritz olympique            | Biarritz olympique         | 12                 | 12                 |                      |                      |                      |                      |  |  |                    |                    |                    |                    |  |  |                                           |                                           |                                           |                                           |
|  | Biarritz olympique         | Biarritz olympique         | Biarritz olympique            | Biarritz olympique         | 12                 | 12                 | 12                   | 12                   |                      |                      |  |  |                    |                    |                    |                    |  |  |                                           |                                           |                                           |                                           |
|  | Biarritz olympique         | Biarritz olympique         |                               |                            |                    |                    |                      | 12                   |                      |                      |  |  |                    |                    |                    |                    |  |  |                                           |                                           |                                           |                                           |
|  | CA Brive                   | CA Brive                   | 8                             | 8                          |                    |                    |                      |                      |                      |                      |  |  |                    |                    |                    |                    |  |  |                                           |                                           |                                           |                                           |
|  | CA Brive                   | CA Brive                   | 8                             | 8                          | Biarritz olympique | Biarritz olympique | 9                    | 9                    |                      |                      |  |  |                    |                    |                    |                    |  |  |                                           |                                           |                                           |                                           |
|  | 13 novembre 1988, Bourgoin |                            |                               |                            | Biarritz olympique | Biarritz olympique | 9                    | 9                    |                      |                      |  |  |                    |                    |                    |                    |  |  |                                           |                                           |                                           |                                           |
|  |                            |                            | RC Toulon                     | RC Toulon                  | 3                  | 3                  |                      |                      |                      |                      |  |  |                    |                    |                    |                    |  |  |                                           |                                           |                                           |                                           |
|  | RC Toulon                  | RC Toulon                  | RC Toulon                     | RC Toulon                  | 3                  | 3                  | 21                   | 21                   |                      |                      |  |  |                    |                    |                    |                    |  |  |                                           |                                           |                                           |                                           |
|  | RC Toulon                  | RC Toulon                  | 7 mars 1989, Clermont-Ferrand |                            |                    |                    | 21                   | 21                   |                      |                      |  |  |                    |                    |                    |                    |  |  |                                           |                                           |                                           |                                           |
|  | AS Montferrand             | AS Montferrand             | 9                             | 9                          |                    |                    |                      |                      |                      |                      |  |  |                    |                    |                    |                    |  |  |                                           |                                           |                                           |                                           |
|  | AS Montferrand             | AS Montferrand             | 9                             | 9                          | Biarritz olympique | Biarritz olympique | 24                   | 24                   |                      |                      |  |  |                    |                    |                    |                    |  |  |                                           |                                           |                                           |                                           |
|  | 13 novembre 1988, Béziers  |                            |                               |                            | Biarritz olympique | Biarritz olympique | 24                   | 24                   |                      |                      |  |  |                    |                    |                    |                    |  |  |                                           |                                           |                                           |                                           |
|  |                            |                            | Bourgoin                      | Bourgoin                   | 18                 | 18                 |                      |                      |                      |                      |  |  |                    |                    |                    |                    |  |  |                                           |                                           |                                           |                                           |
|  | SC Graulhet                | SC Graulhet                | Bourgoin                      | Bourgoin                   | 18                 | 18                 | 18                   | 18                   |                      |                      |  |  |                    |                    |                    |                    |  |  |                                           |                                           |                                           |                                           |
|  | SC Graulhet                | SC Graulhet                |                               |                            |                    |                    |                      | 18                   |                      |                      |  |  |                    |                    |                    |                    |  |  |                                           |                                           |                                           |                                           |
|  | FC Grenoble                | FC Grenoble                | 9                             | 9                          |                    |                    |                      |                      |                      |                      |  |  |                    |                    |                    |                    |  |  |                                           |                                           |                                           |                                           |
|  | FC Grenoble                | FC Grenoble                | 9                             | 9                          | SC Graulhet        | SC Graulhet        | 10                   | 10                   |                      |                      |  |  |                    |                    |                    |                    |  |  |                                           |                                           |                                           |                                           |
|  | 13 novembre 1988, Grenoble |                            |                               |                            | SC Graulhet        | SC Graulhet        | 10                   | 10                   |                      |                      |  |  |                    |                    |                    |                    |  |  |                                           |                                           |                                           |                                           |
|  |                            |                            | Bourgoin                      | Bourgoin                   | 12                 | 12                 |                      |                      |                      |                      |  |  |                    |                    |                    |                    |  |  |                                           |                                           |                                           |                                           |
|  | Bourgoin                   | Bourgoin                   | Bourgoin                      | Bourgoin                   | 12                 | 12                 | 22                   | 22                   |                      |                      |  |  |                    |                    |                    |                    |  |  |                                           |                                           |                                           |                                           |
|  | Bourgoin                   | Bourgoin                   |                               |                            |                    |                    |                      | 22                   |                      |                      |  |  |                    |                    |                    |                    |  |  |                                           |                                           |                                           |                                           |
|  | Racing CF                  | Racing CF                  | 20                            | 20                         |                    |                    |                      |                      |                      |                      |  |  |                    |                    |                    |                    |  |  |                                           |                                           |                                           |                                           |
|  | Racing CF                  | Racing CF                  | 20                            | 20                         |                    |                    |                      |                      |                      |                      |  |  |                    |                    |                    |                    |  |  |                                           |                                           |                                           |                                           |
|  |                            |                            |                               |                            |                    |                    |                      |                      |                      |                      |  |  |                    |                    |                    |                    |  |  |                                           |                                           |                                           |                                           |

## Entraîneur
L'équipe professionnelle est encadrée par
| Nom          | Poste      | Nationalité |
| ------------ | ---------- | ----------- |
| Jean Liénard | Entraîneur | France      |

## Effectif de la saison 1988-1989
| Nom                   | Poste                  | Naissance        | Nationalité    |
| --------------------- | ---------------------- | ---------------- | -------------- |
| Jean-Claude Alexandre | Pilier                 | 19 juin 1958     | France         |
| Brent Jordaan         | Pilier                 | 26 mai 1957      | Afrique du Sud |
| Yves Menetrier        | Pilier                 | 28 octobre 1965  | France         |
| Thierry Piton         | Pilier                 | 16 mai 1966      | France         |
| Jean-Marc Romand      | Pilier                 | 27 mars 1957     | France         |
| Jean-Philippe Cantin  | Talonneur              | 3 août 1966      | France         |
| Éric Ferruit          | Talonneur              | 10 juillet 1962  | France         |
| Éric Franco           | Talonneur              | 29 novembre 1961 | France         |
| Hervé Chaffardon      | Deuxième ligne         | 27 août 1965     | France         |
| Franz Jolmès          | Deuxième ligne         | 13 juin 1968     | France         |
| Frédéric Nibelle      | Deuxième ligne         | 6 juin 1966      | France         |
| Bernard Parendel      | Deuxième ligne         | 30 juin 1959     | France         |
| Willy Pepelnjak       | Deuxième ligne         | 21 mai 1961      | France         |
| Gilbert Brunat        | Troisième ligne aile   | 28 janvier 1958  | France         |
| Jérôme di Tommaso     | Troisième ligne aile   | 1er mars 1967    | France         |
| Christophe Monteil    | Troisième ligne aile   | 31 décembre 1961 | France         |
| Stéphane Geraci       | Troisième ligne centre | 3 août 1966      | France         |
| Jean-Jacques Grand    | Troisième ligne centre | 13 juillet 1962  | France         |
| Denis Blanchet        | Demi de mêlée          | 26 novembre 1967 | France         |
| Dominique Mazille     | Demi de mêlée          | 10 décembre 1961 | France         |
| Lionel Enselmoz       | Demi d'ouverture       | 13 décembre 1967 | France         |
| Frédéric Vélo         | Demi d'ouverture       | 4 janvier 1966   | France         |
| Michel Chiecchino     | Centre                 | 10 décembre 1967 | France         |
| Alain Gély            | Centre                 | 25 janvier 1963  | France         |
| Patrick Mesny         | Centre                 | 18 août 1954     | France         |
| Jean-Philippe Rey     | Centre                 | 25 mai 1963      | France         |
| Joris Menzildjian     | Ailier                 | 2 janvier 1967   | France         |
| Philippe Meunier      | Ailier                 | 19 juin 1963     | France         |
| Thierry Picard        | Ailier                 | 16 juillet 1965  | France         |
| Stéphane Weller       | Ailier                 | 13 juin 1966     | France         |
| Patrick Barthélémy    | Arrière                | 7 octobre 1963   | France         |

### Équipe-Type
1. Brent Jordaan  2. Jean-Philippe Cantin 3. Jean-Marc Romand 

4. Willy Pepelnjak  5. Hervé Chaffardon 

6. Gilbert Brunat 8. Stéphane Geraci 7. Christophe Monteil 

9. Dominique Mazille 10. Frédéric Vélo 

11. Philippe Meunier 12. Jean-Philippe Rey 13. Alain Gély 14. Stéphane Weller ou Thierry Picard 

15. Patrick Barthélémy 